# Gmina Szudziałowo
Die Gmina Szudziałowo ist eine Landgemeinde im Powiat Sokólski der Woiwodschaft Podlachien in Polen. Ihr Sitz ist das gleichnamige Dorf (litauisch Šudzialovas).

## Gliederung
Zur Landgemeinde Szudziałowo gehören folgende Dörfer mit einem Schulzenamt: 
- Babiki
- Boratyńszczyzna
- Chmielowszczyzna
- Grzybowszczyzna
- Harkawicze
- Horczaki
- Knyszewicze
- Kozłowy Ług
- Lipowy Most
- Łaźnisko
- Minkowce
- Miszkieniki Wielkie
- Nowe Trzciano
- Nowinka
- Nowy Ostrów
- Ostrówek
- Ostrów Północny
- Pierożki
- Poczopek-Markowy Wygon
- Rowek-Jeziorek
- Słoja
- Słójka
- Słójka-Borowszczyzna
- Sosnowik
- Suchynicze
- Sukowicze
- Szczęsnowicze
- Szudziałowo
- Talkowszczyzna
- Usnarz Górny
- Wierzchlesie
- Wojnowce
- Zubrzyca Mała
- Zubrzyca Wielka

Weitere Orte der Gemeinde sind:
- Aleksandrówka
- Biały Ług
- Brzozowy Hrud
- Chmielowszczyzna (kolonia)
- Dziewiczy Ług
- Grodzisko
- Hały-Ług
- Iwniki
- Klin
- Knyszewicze Małe
- Litwinowy Ług
- Miszkieniki Małe
- Pierekał
- Pisarzowce
- Samogród
- Stare Trzciano
- Suchy Hrud
- Tołkacze
- Zubowszczyzna